# 黒須潔
黒須 潔（くろす きよし、1965年 - ）は、宮城県仙台市出身・在住の日本のアマチュア天文家、郷土史・陰陽道研究家。
仙台市天文台在職中に小惑星を2個発見し、それぞれ公募により仙台市の木であるケヤキと仙台市の花であるハギに由来する名が付けられた。なお、小惑星センターに登録された発見者名の表記は“K. Cross”となっている。天文台を離れた後に、仙台藩の天文をテーマとした郷土史・陰陽道史研究家に転向しており、宮城県大崎市岩出山町の『資料集第3集　天文暦学者名取春仲と門人たち』の公刊に携わっている。